# Georg Michael Welzel
Georg Michael Welzel, meglio noto come Heinz Ches (Cottbus, 22 luglio 1944 – Tarragona, 2 marzo 1974), è stato un criminale tedesco orientale, noto per essere stato, unitamente all'anarchico catalano Salvador Puig Antich, l'ultima persona giustiziata mediante il metodo della garrota prima della fine del regime franchista e della soppressione della pena capitale in Spagna.

## Biografia
Sull'enigmatica figura di Ches/Welzel si è sempre saputo ben poco, almeno fino all'indagine svolta dal giornalista valenciano Raúl M. Riebenbauer, che nel 2005 la pubblicò nel proprio libro El silencio de Georg. Riebenbauer rilevò come colui che era sempre stato presentato dalla stampa e dalle autorità spagnole come il polacco Heinz Ches fosse in realtà il cittadino tedesco-orientale Georg Michael Welzel, nato a Cottbus, a poche decine di chilometri dal confine con la Polonia.
Welzel aveva tentato varie volte (nel 1964, nel 1967 e nel 1970) la fuga dal Paese, come del resto confermato dagli archivi della Stasi, la polizia segreta della DDR: ogni volta era stato però catturato e imprigionato. Finalmente il 16 maggio 1972 riuscì a fuggire a Berlino Ovest, entrando nella Repubblica Federale Tedesca. Il 12 dicembre dello stesso anno Welzel fece il suo ingresso in Spagna, passando il confine con la Francia da Portbou, in Catalogna, utilizzando un passaporto falso a nome di Klaüs Hermann Sackman.
Appena una settimana dopo, il 19 dicembre, Welzel giunse a Hospitalet de l'Infant, nella comarca catalana del Baix Camp. Entrato nel bar del campeggio "Cala d'Oques", fu servito da una cameriera olandese: fu proprio la donna a scoprire che Welzel aveva con sé un fucile, rubato una settimana prima a un viticoltore tedesco. Avvisate le forze dell'ordine, giunse di lì a poco la guardia civile Antonio Torralbo, che fu ucciso con una fucilata da Welzel.
Welzel si disfece dell'arma e si dette alla fuga, ma già l'indomani fu arrestato nella stazione ferroviaria de L'Ametlla de Mar (nel Basso Ebro). Alla guardia civile, Welzel disse di essere polacco, nato a Stettino nel 1939, e di chiamarsi Heinz Ches. Le dichiarazioni di Welzel furono considerate attendibili, anche perché l'uomo parlava correntemente polacco (che in realtà conosceva bene sia perché suo nonno materno era originario della Slesia, sia perché a Cottbus il polacco è ampiamente diffuso, data la grande vicinanza tra la città natale di Welzel e la Polonia).
Oltre all'omicidio di Torralbo, Welzel fu accusato del tentato omicidio di un'altra guardia civile, Jesús Martínez. Alcuni testimoni asserirono infatti di averlo visto la notte del 13 dicembre in un bar del porto di Barcellona, dove Martínez era stato ferito gravemente con un colpo di pistola. Condannato a morte, Welzel fu garrotato la mattina del 2 marzo 1974 nel carcere di Tarragona, nello stesso momento in cui a Barcellona veniva giustiziato l'anarchico Salvador Puig Antich.